# Rob Woltjer
Robert Herman (Rob) Woltjer (Groningen, 19 juli 1878 - Den Haag 23 april 1955) was een Nederlands classicus en politicus voor de Anti-Revolutionaire Partij. 

## Biografie
Robert Woltjer werd geboren op 19 juli 1878 in Groningen als zoon van Jan Woltjer. Hij was een broer van de sterrenkundige Jan Woltjer. Hij doorliep het gereformeerd gymnasium in Amsterdam. Vervolgens werd hij in 1895 als student ingeschreven aan de Vrije Universiteit. Aldaar behaalde hij in 1900 magna cum laude het kandidaatsexamen. In 1902 legde hij succesvol het doctoraalexamen letteren en wijsbegeerte af en in 1904 promoveerde hij in de letteren (opnieuw magna cum laude) op het proefschrift De Platone prae-Socraticorum philosophorum existimatore et iudice. Nog voor zijn promotie werd hij voorgedragen tot hoogleraar in de letteren aan de Vrije Universiteit, de faculteit waar zijn vader reeds hoogleraar was. In eerste instantie behoorde alleen het Grieks tot zijn leeropdracht, maar later kwamen daarbij het Latijn en de oude geschiedenis. In de meer dan vijftig jaar dat hij aan de VU verbonden was, nam hij herhaaldelijk het ambt van rector magnificus op zich, namelijk in de collegejaren 1911-1912, 1920-1921 en 1946-1947. Woltjer stond bekend als een zeer scherpzinnig en geleerd man, maar ook als een detailverliefde en saaie docent. Vanwege zijn aandacht voor details publiceerde hij weinig. Na zijn dissertatie verschenen enkele schoolboeken, academische redevoeringen en een boek, Het Woord Gods en het woord der menschen (1913).
Naast zijn carrière in de academische wereld was Woltjes ook actief in de politiek. Zo was hij van 1927 tot en met 1941 lid van de gemeenteraad van Amsterdam. Hij was van 1937 tot en met 1952 lid van de Eerste Kamer namens de Anti-Revolutionaire Partij. In die hoedanigheid was hij de onderwijswoordvoerder, maar meer dan eens verving hij ook de voorzitter van de Kamer. Hij stond bekend om zijn vaardigheid in het opsporen van fouten in wetteksten. Verder maakt hij van 1946 tot en met 1949 deel uit van de Staatscommissie-Reinink.
Hij zou tot aan zijn dood op 23 april 1955 als hoogleraar verbonden blijven aan de Vrije Universiteit. Hij overleed in Den Haag en is begraven in Driehuis-Westerveld.